# Kono Yo no Sotoe - Club Shinchugun
Kono Yo no Sotoe - Club Shinchugun (Japonês: この世の外へ クラブ進駐軍) é um filme japonês. Lançado em 7 de fevereiro de 2004. Ele foi escrito e dirigido por Junji Sakamoto.

## Elenco
- Masato Hagiwara - Kentaro Hirooka
- Peter Mullan - Jim
- Shea Whigham - Russell Reade
- Joe Odagiri - Shozo Ikeshima
- Mitch - Hiroyuki Asakawa
- Shunsuke Matsuoka - Kazushiro Hirayama
- Jun Murakami - Akira Amano
- Aki Maeda - Ryoko Yoda
- Kaori Takahashi - Eiko
- Kuroudo Maki - Kerry Tsukamoto
- Mansaku Ikeuchi - Tsunemasa Kashida
- Maiko Kazama - Cherry's mama
- Sho Aikawa - Jerry Nakata
- Ichirou Ogura - Kin-san
- Ken Mitsuishi - Soldade de uma perna